# Crocifisso di Sant'Antimo
Il Crocifisso di Sant'Antimo  è un dipinto a tempera su tavola  di un maestro senese anonimo, databile alla fine del XII secolo e conservato nei Musei riuniti di Montalcino. Proviene dall'abbazia di Sant'Antimo.

## Storia e descrizione
Assieme alla croce di San Pietro in Villore, si tratta della più antica testimonianza di pittura nel territorio senese. 
La croce, molto danneggiata e priva di una parte del coronamento, mostra il Christus triumphans (Gesù trionfante sulla morte), con ai lati nei tabelloni le figure di san Giovanni e forse di una perduta Madonna, mentre in alto appare Dio Padre benedicente in un clipeo di luce tra due angeli. 
Gesù, caratterizzato dall'aureola crucisegnata, ancheggia leggermente verso sinistra, indossando un perizoma semitrasparente che fa intuire la forma delle gambe. Il corpo e la muscolatura sono descritti con linee sintetiche, in cui non compaiono che irreali figurazioni geometrizzanti dei pittori bizantini successivi. La delicatezza dei colori superstiti, le trasparenze dagli smalti e l'incisività del disegno fanno di quest'opera un lavoro di indubbia qualità, confrontabile con opere di scuola umbra, come quella spoletina firmata da Alberto Sozio e datata 1187.